# لغة غير مصنفة
اللغة غير المصنفة هي لغة لم يتم تحديد انتمائها الجيني حسب تصنيف اللغات إلى أسر مختلفة. يمكن أن تكون اللغة غير مصنفة لعدة أسباب، ويرجع ذلك في الغالب إلى نقص البيانات الموثوقة  عن هذه اللغة، ولكن في بعض الأحيان بسبب التأثير المربك للاتصال اللغوي لهذه اللغة، إذا كانت طبقات مختلفة من مفرداتها أو مورفولوجياها تشير إلى اتجاهات مختلفة وليس من الواضح أي منها يمثل الشكل الأصلي للغة.  بعض اللغات المنقرضة غير المعروفة بشكل جيد، مثل اللغة الجوتية والكاكانية، لا يمكن تصنيفهم ببساطة، ومن غير المرجح أن يتغير الوضع على الإطلاق.

## تحديات التصنيف
ومن الأمثلة على اللغة التي تسببت في مشاكل متعددة فيما يتعلق بالتصنيف لغة ميمي من ديكورس في تشاد. تم توثيق هذه اللغة فقط في قائمة كلمات واحدة تم جمعها تقريبًا حوالي العام 1900 م. في البداية كان يُعتقد أنها تنتمي إلى لغة مابان، بسبب أوجه التشابه مع لغة مابا، أول لغة مابانية يتم وصفها وتصنيفها. ومع ذلك، ومع وصف لغات أخرى من عائلة المابان، أصبح من الواضح أن أوجه التشابه كانت فقط مع المابا نفسها، وكانت العلاقة بعيدة جدًا بحيث لا يمكن ربط الميمي على وجه التحديد بالمابا مع لغات المابان الأخرى. ومن المعتقد الآن أن التشابه الواضح يعود إلى الاقتراض من لغة مابا، وهي اللغة السائدة اجتماعيا في المنطقة. عندما يتم إلغاء مثل هذه الاقتراضات، يكون هناك قدر أقل بكثير من البيانات لتصنيف ميمي بها، وما يتبقى ليس مشابهًا بشكل خاص لأي لغة أو عائلة لغوية أخرى. لذلك قد تكون ميمي لغة معزولة، أو ربما عضوًا في عائلة أخرى مرتبطة بمابان في شعبة النيلو الصحراوية المقترحة ولكن غير المثبتة حتى الآن. قد يكون من الأسهل معالجة المشكلة باستخدام بيانات أفضل، لكن لم يتمكن أحد من العثور على المتحدثين بهذه اللغة مرة أخرى.

## أمثلة حسب السبب
هناك المئات من اللغات غير المصنفة، معظمها منقرضة، على الرغم من وجود بعضها، التي لا يزال يتم التحدث بها وإن كانت قليلة نسبيًا، ؛ في القائمة التالية، تم وضع علامة على اللغات المنقرضة بالخنجر (†).

### عدم وجود بيانات
هذه اللغات غير قابلة للتصنيف، لأنه في حين قد يكون هناك سجل للغة موجودة فقد لا يكون هناك ما يكفي من المواد فيها لتحليلها وتصنيفها، وخاصة مع اللغات المنقرضة الآن. (انظر، على سبيل المثال، قائمة اللغات غير المصنفة في أمريكا الجنوبية .)
- السنتينليز (جزر أندامان) - لغة حية مفترضة لشعب غير متصل
- ويتو † (إثيوبيا)
- نام † (الحدود الصينية التبتية) - لا تزال البيانات غير مفهومة
- حضارة هارابان † ( حضارة وادي السند من القرنين الثالث والثلاثين إلى الثالث عشر قبل الميلاد) [note 1] - لا تزال البيانات غير مفككة
- قبرصية مينوية † (قبرص القرن الخامس عشر إلى القرن العاشر قبل الميلاد) - لا تزال البيانات غير مشفرة
- لولوبى † (إيران)
- † (تنزانيا) [note 2]
- غوالي † وياماسي † (الولايات المتحدة)
- هيماريما (البرازيل) - لغة حية مفترضة لشعب غير متصل
- ناجارشال † (الهند) - من المفترض أنها كانت درافيدية

### ندرة البيانات
وتعتبر العديد من هذه اللغات أيضًا غير قابلة للتصنيف، حيث أن كمية البيانات قد لا تكون كافية للكشف عن اللغات القريبة، إن وجدوا. بالنسبة للآخرين، قد تكون هناك بيانات كافية لإظهار أن اللغة تنتمي إلى عائلة معينة، ولكن ليس أين تنتمي داخل هذه العائلة، أو لإظهار أن اللغة ليس لها أقارب مقربون، ولكن ليس بما يكفي لاستنتاج أنها لغة معزولة.
- سولانو † (المكسيك)
- كاكان † (الأرجنتين)
- كوجارجي (تشاد)
- بونج (الكاميرون)
- لوو (الكاميرون)
- ماوا † (نيجيريا)
- كومتا † (نيجيريا)
- واو † (غانا أو ساحل العاج؟)
- كمبوجان † (جنوب آسيا وآسيا الوسطى)
- †؟ (غرب أفريقيا) [note 3]
- ديما بوتيجو † (إثيوبيا)
- فلسطيني † (إسرائيل)
- الأيبيرية † (إسبانيا وجنوب فرنسا)
- المينوية † (كريت القديمة)
- إيتيوكريت † (كريت القديمة)
- هاتيك † (الأناضول)
- الكاسكيان † (الأناضول، ربما مرتبطة بالهاتيكية)
- الكاشيون † (العراق)
- جوتيان † (حدود زاغروس)
- الهونية † (أوروبا الشرقية وآسيا الوسطى)
- شيونغنو † (منغوليا)
- توبا † (الصين)
- روران † (منغوليا)
- بيوثوك † (نيوفاوندلاند)
- المروية † (السودان)

### لا علاقة لها باللغات القريبة ولا يتم فحصها بشكل شائع
- بانجيمي (مالي)
- جالا † (نيجيريا)
- كوازا (البرازيل)
- مپري † (غانا)

### المفردات الأساسية غير المرتبطة باللغات الأخرى
- بايوت (السنغال)
- لال (تشاد)

### لا ترتبط ارتباطًا وثيقًا باللغات الأخرى ولا يوجد إجماع أكاديمي
- أونغوتا (إثيوبيا)
- شابو (إثيوبيا)
- أومايو (تنزانيا)

### اللغات المشكوك في وجودها
- أوروبوم (أوغندا) (منقرض، إذا كان موجودًا)
- إيميراجوين (موريتانيا)
- نمضى (موريتانيا)
- رير باري (إثيوبيا) (منقرضة، إذا كانت موجودة)
- ووتانا (نيجيريا) (منقرضة، إذا كانت موجودة)
- طروادة (الأناضول) (لم يتم التحقق من ذلك بعد، ربما كانت لهجة لوفية أو لغة ذات صلة)

وقد تبين أن بعض "اللغات" مفبركة، مثل لغة كوكورا في البرازيل.

## ملحوظات
1. ↑  The Harappan 'script' that decipherers rely on for identification is indecipherable so far, and is likely not actually a script.
2. ↑  According to Rupert Moser, "The Hamba were hunters and gatherers who were resettled and scattered in the 1950s, when their hunting-and-gathering area [located northwest of Nachingwea south of the Mbemkuru River] was planned to be used for ground-nut-plantations. Though that project failed for climatical reasons, the Hamba vanished or were assimilated by neighbouring groups [such as the Matumbi and Yao in addition to those listed next]. Already before parts of them had been assimilated by invading Mwera، Ndonde، Ndendeule and Ngindo."[3]
3. ↑  'Okwa' is attested by one word collected in the 18th century, tschabee 'God' (in German orthography), which is not known whether is a native word rather than a loan. The language is not so much unclassified as unidentified.[4]

## روابط خارجية
- Ethnologue: Unclassified languages